# Héctor González
Pour l’article homonyme, voir Héctor González (cyclisme).
Héctor González est un footballeur international vénézuélien né le 4 novembre 1977 à Baruta. Il évolue au poste de milieu de terrain.

## Palmarès
- Championnat du Venezuela : 2001
- Coupe du Venezuela : 2001

## Sélections
- 53 sélections et 4 buts avec le  Venezuela de 2001 à 2007.